# Puchar Australii i Nowej Zelandii w narciarstwie alpejskim mężczyzn 2018
Puchar Australii i Nowej Zelandii w narciarstwie alpejskim mężczyzn w sezonie 2018 – zawody w narciarstwie alpejskim rozgrywane pod patronatem Międzynarodowej Federacji Narciarskiej (FIS) w lecie 2018 roku. Pierwsze zawody odbyły się 20 sierpnia w australijskim Mount Hotham, a ostatnie zostały rozegrane 5 września w nowozelandzkim Mount Hutt.
Triumfu w klasyfikacji generalnej z poprzedniego sezonu nie bronił Czech Kryštof Krýzl. Tym razem najlepszy okazał się Słowak Adam Žampa.

## Podium zawodów

### Indywidualnie
| Lp. | Data             | Miejscowość  | Konkurencja | 1. Miejsce          | 2. Miejsce           | 3. Miejsce                          |
| --- | ---------------- | ------------ | ----------- | ------------------- | -------------------- | ----------------------------------- |
| 1.  | 20 sierpnia 2018 | Mount Hotham | Gigant      | Adam Žampa          | Sam Maes             | Ian Gut                             |
| 2.  | 22 sierpnia 2018 | Mount Hotham | Gigant      | Adam Žampa          | Nicholas Iliano      | Sam Maes                            |
| 3.  | 23 sierpnia 2018 | Mount Hotham | Slalom      | Steffan Winkelhorst | Adam Žampa           | Max Røisland                        |
| 4.  | 24 sierpnia 2018 | Mount Hotham | Slalom      | Adam Žampa          | Louis Muhlen-Schulte | Alex Leever                         |
| 5.  | 27 sierpnia 2018 | Coronet Peak | Gigant      | Adam Žampa          | Sam Maes             | Steffan Winkelhorst Maarten Meiners |
| 6.  | 28 sierpnia 2018 | Coronet Peak | Gigant      | Sam Maes            | Mathias Graf         | Mattias Rönngren                    |
| 7.  | 29 sierpnia 2018 | Coronet Peak | Slalom      | Marc Rochat         | Adam Žampa           | Sandro Simonet                      |
| 8.  | 30 sierpnia 2018 | Coronet Peak | Slalom      | Adam Žampa          | Johannes Strolz      | Marc Rochat                         |
| 9.  | 5 września 2018  | Mount Hutt   | Supergigant | Maarten Meiners     | Christian Borgnaes   | Willis Feasey                       |
| 10. | 5 września 2018  | Mount Hutt   | Supergigant | Maarten Meiners     | Christian Borgnaes   | Daniele Sette                       |

## Klasyfikacje
| Lp. | Zawodnik            | Punkty |
| --- | ------------------- | ------ |
| 1.  | Adam Žampa          | 660    |
| 2.  | Maarten Meiners     | 389    |
| 3.  | Sam Maes            | 370    |
| 4.  | Christian Borgnaes  | 279    |
| 5.  | Steffan Winkelhorst | 256    |
| 6.  | Adam Barwood        | 256    |
| 7.  | Marc Rochat         | 239    |
| 8.  | Nicholas Iliano     | 222    |
| 9.  | Willis Feasey       | 194    |
| 10. | Mathias Graf        | 191    |

| Lp. | Zawodnik           | Punkty |
| --- | ------------------ | ------ |
| 1.  | Maarten Meiners    | 200    |
| 2.  | Christian Borgnaes | 160    |
| 3.  | Willis Feasey      | 110    |
| 4.  | Daniele Sette      | 105    |
| 5.  | Adam Barwood       | 85     |
| 6.  | Matej Prielozny    | 72     |
| 7.  | Hur Seung-wook     | 65     |
| 8.  | Nicholas Iliano    | 50     |
| 9.  | Moritz Marko       | 36     |
| 10. | William Cashmore   | 26     |

| Lp. | Zawodnik           | Punkty |
| --- | ------------------ | ------ |
| 1.  | Sam Maes           | 320    |
| 2.  | Adam Žampa         | 300    |
| 3.  | Maarten Meiners    | 189    |
| 4.  | Nicholas Iliano    | 172    |
| 5.  | Ian Gut            | 132    |
| 6.  | Mathias Graf       | 125    |
| 7.  | Semyel Bissig      | 125    |
| 8.  | Christian Borgnaes | 119    |
| 9.  | Adam Barwood       | 117    |
| 10. | Garret Driller     | 87     |

| Lp. | Zawodnik             | Punkty |
| --- | -------------------- | ------ |
| 1.  | Adam Žampa           | 360    |
| 2.  | Steffan Winkelhorst  | 174    |
| 3.  | Marc Rochat          | 160    |
| 4.  | Ryunosuke Ohkoshi    | 134    |
| 5.  | Max Røisland         | 133    |
| 6.  | Johannes Strolz      | 125    |
| 7.  | Louis Muhlen-Schulte | 120    |
| 8.  | Stefano Baruffaldi   | 115    |
| 9.  | Sandro Simonet       | 105    |
| 10. | Jett Seymour         | 97     |